# Ốc ớt đỏ
Ốc ớt đỏ (Danh pháp khoa học: Vexillum citrinum) là một loài ốc biển trong họ Costellariidae. Ốc ớt đỏ có dạng vỏ nhỏ, hình dạng thoi, thon dài với những đường xoắn ốc cao. Có miệng hẹp thon dài và hơi trắng, bên ngoài có màu cam và những đường sọc xoắn trắng, đen, nâu. Kích thước chúng từ 50-87mm. Chúng phân bổ ở Vũng Tàu, Nha Trang, Cam Ranh, Đảo Côn Sơn. 

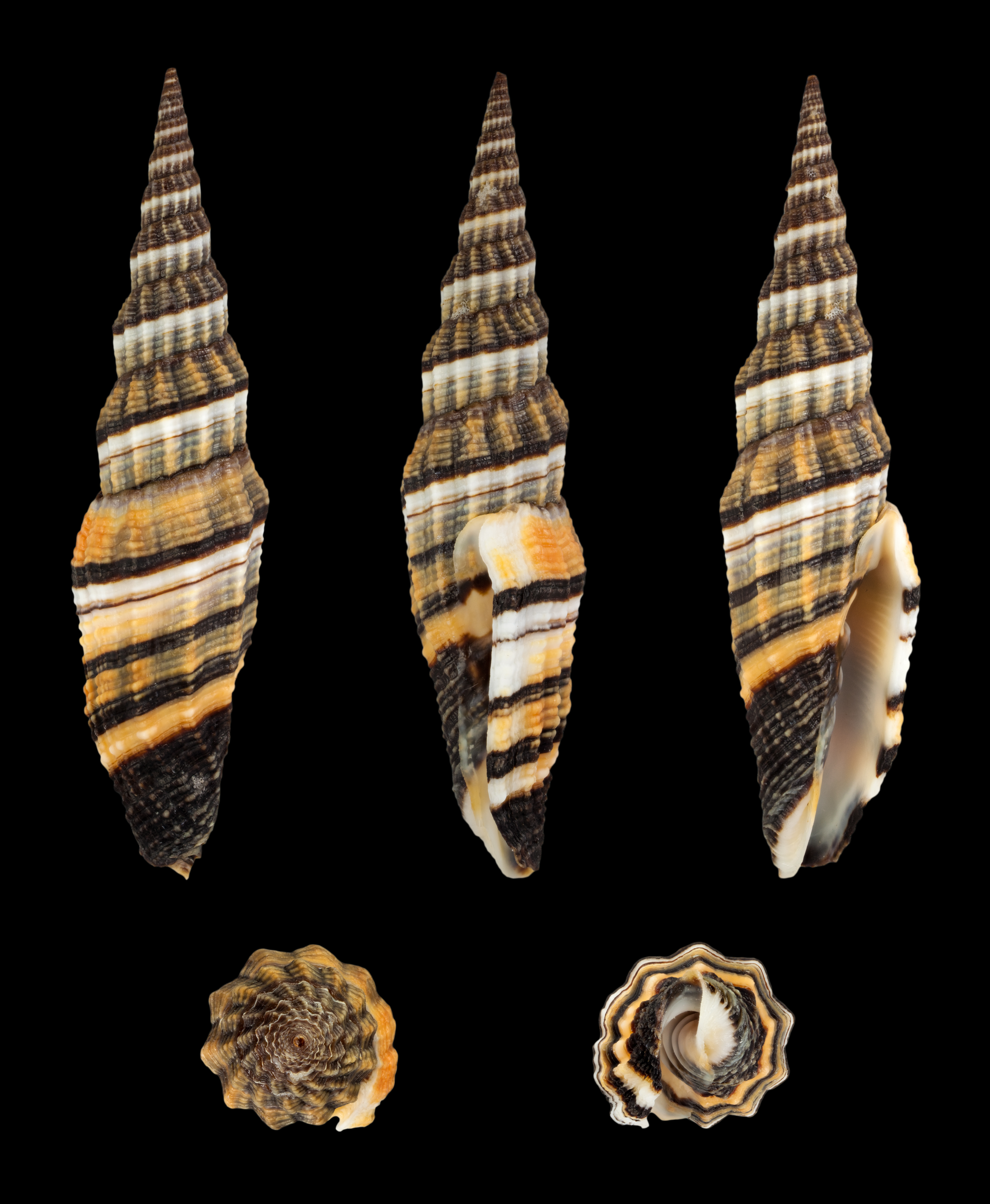
Hình thức nâu